# Pterocyclophora ridleyi
Pterocyclophora ridleyi är en fjärilsart som beskrevs av George Francis Hampson 1913. Pterocyclophora ridleyi ingår i släktet Pterocyclophora och familjen nattflyn. Inga underarter finns listade.